# Platz

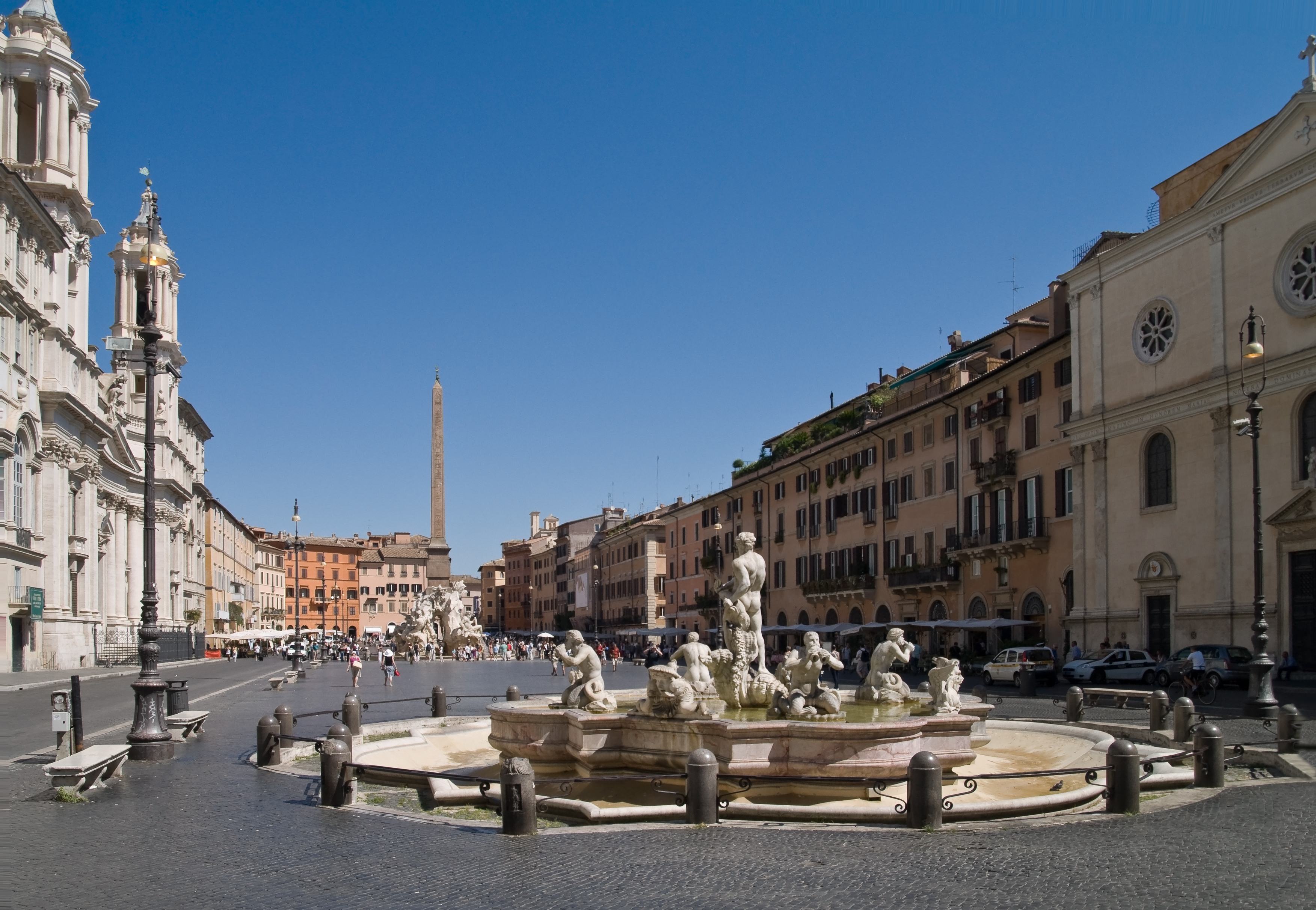
Piazza Navona, Rom

Ein Platz oder Stadtplatz ist im städtebaulichen Kontext eine in der Regel von Gebäuden umbaute freie Fläche in Städten. Plätze sind häufig Brennpunkte des öffentlichen Lebens in der Stadt. Sie sind daher das zentrale Thema und Raumelement des Städtebaus.
Zentrale Plätze sind die „gute Stube“ vieler Städte und repräsentieren die Stadtherren oder Bürgerschaft. Sie sind daher zumeist besonders aufwendig gestaltet. Oft liegen wichtige öffentliche Gebäude wie Rathäuser und Kirchen an zentralen Plätzen. Die umliegenden Bauwerke haben prächtige Schaufassaden. Der Platz selbst wird mit Monumenten und Brunnen dekoriert, der Bodenbelag besteht oft aus wertvollen Materialien.
Plätze werden in der jeweiligen Landessprache benannt, so z. B. Square (englisch), Place (französisch), Piazza (italienisch) oder Plaza (spanisch).

## Etymologie
Das Wort Platz geht über mittelhochdeutsch platz, plaz und altfranzösisch place zurück auf vulgärlateinisch und lateinisch platea „breite Straße“, „Platz“. Dies wiederum stammt ab von altgriechisch πλατεία plateia, einer Kürzung aus πλατεία οδός plateia hodós „breite Straße“. Ausgangspunkt ist das griechische Adjektiv πλατύς platýs „flach“, „breit“.

## Geschichte
Solange es Städte gibt, gibt es auch zentrale Orte, an denen man sich versammelte und handelte. In der griechischen Antike war die Agora ein von Säulengängen umstandener Versammlungsplatz für die Bürger, gesäumt von Tempeln und verziert mit Monumenten. In der römischen Architektur übernahm das Forum diese Funktion. Auch im orthogonalen Straßenraster römischer Militärlager finden sich Plätze.

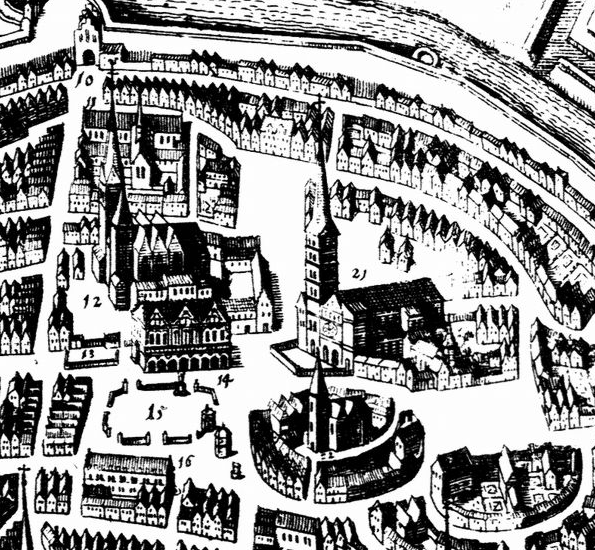
Bremen: Das mittelalterliche Platzsystem mit Markt (15), Domshof (21), Domsheide (rechts o. Nr.) und Unser Lieben Frauen Kirchhof (12) (Matthäus Merian, 1653)

In allen mittelalterlichen Stadtgrundrissen findet man Rathausplätze, meist im Zentrum der von Stadtmauern umgebenen Stadt. Von den Stadttoren führen Straßen auf diesen zentralen Platz. Ein Beispiel ist der Rynek Główny in Krakau, den man über den Königsweg erreicht. Manchmal bestimmen Gebäude mit ihrer Schmalseite, manchmal mit ihrer Längsseite den Platz; manchmal stehen die dominierenden Bauten auch mitten auf dem Platz. Typisch für die mittelalterliche Stadtarchitektur sind aber auch Platzfolgen oder Platzsysteme, d. h. unregelmäßig gestaltete Abfolgen von durch Straßen verbundenen Plätzen mit teils spezieller Funktion (Vieh- oder Fischmarkt, Dom- oder Kirchplatz usw.), die an eine unebene Topographie angepasst sind. Dadurch entstehen Gefüge aus Körpern und Räumen, die abwechslungsreiche Perspektiven und überraschende Durchblicke etwa auf Kirchtürme und -fassaden bieten. Beispiele für Platzsysteme oder -folgen sind Bremen, Görlitz, München, Münster, Salzburg sowie viele italienische Städte wie Modena oder Perugia.
In der Renaissance und im Barock wurden Plätze aufwendiger, raffinierter und symmetrischer gestaltet. Sie wurden nun von bekannten Architekten geplant und mit Bezug auf den Stadtgrundriss angelegt. Sichtachsen und perspektivische Verzerrungen spielten eine wichtige Rolle, zum Beispiel beim Kapitolsplatz von Michelangelo oder beim Petersplatz von Gian Lorenzo Bernini in Rom.
Gemeinsam allen traditionellen europäischen Platzkonstruktionen war laut Camillo Sitte die Geschlossenheit, die sich aus dem Verhältnis von Gebäuden, Fassaden, Vorflächen, Platz und Übergängen zwischen Innen- und Außenräumen ergibt. Er stellte anhand von 297 europäischen Fallbeispielen fest, dass Plätze immer auf ein herausragendes Gebäude hin ausgerichtet waren und dass zumindest bei Blickrichtung auf dieses Gebäude das Auge nicht über die Randbebauung hinaus geführt wurde. Straßen mündeten in diesem Blickfeld nie so ein, dass sie eine Sichtachse bildeten. Gerade diese Geschlossenheit macht für ihn die Qualität historischer Plätze aus. Im Gegensatz dazu sieht er Plätze in der Blockbebauung, die wegen der durchgehenden Straßenführungen am Rand und den Kreuzungen an den Ecken nur freigehaltene Flächen sind.
Seit der Zunahme des Individualverkehrs wurden Plätze als Verkehrsknotenpunkte immer wichtiger. Ein bekanntes Beispiel ist die Place de la Concorde in Paris, der als „Königlicher Platz“ angelegt wurde und heute vom Verkehr dominiert wird.
Als größter Platz wird häufig der Tian’anmen-Platz in Peking bezeichnet. Er hat eine Fläche von 39,6 ha.
Heutzutage beschäftigen sich Stadtplaner, Landschaftsarchitekten, Architekten, Verkehrsplaner und Künstler mit der Gestaltung von Plätzen.

## Benennung von Plätzen
Wegnamen gehören als geografische Namen zu Straßennamen und werden in der Regel analog zu Straßen benannt. Plätze werden in der jeweiligen Landessprache benannt und zumeist mit diesen Namen in die deutsche Sprache übernommen:
| Sprache        | Begriff | Beispiel             | Ort       |
| -------------- | ------- | -------------------- | --------- |
| Deutsch        | Platz   | Pariser Platz        | Berlin    |
| Englisch       | Square  | Trafalgar Square     | London    |
| Französisch    | Place   | Place de la Concorde | Paris     |
| Italienisch    | Piazza  | Piazza del Duomo     | Mailand   |
| Katalanisch    | Plaça   | Plaça de Catalunya   | Barcelona |
| Niederländisch | Plein   | Rembrandtplein       | Amsterdam |
| Portugiesisch  | Praça   | Praça do Comércio    | Lissabon  |
| Spanisch       | Plaza   | Plaza Mayor          | Madrid    |

In einigen Fällen gibt es deutsche Eigennamen, z. B. für den Petersplatz in Rom (italienisch: Piazza San Pietro), oder den Wenzelsplatz in Prag (tschechisch: Václavské náměstí).
Im Bereich von Frankfurt am Main und Mainz werden in einigen Orten die zentralen Plätze Dalles genannt.

## Typologie
- Unterscheidung nach Nutzung:
  - Anger, der frei zugängliche Dorfplatz als die Stammform des Platzes
  - Agora, Forum, der antike Platz als städtebauliche Stammform
  - Marktplatz (Beispiel: Nürnberg, Hauptmarkt)
  - Parkplatz, früher auch Wagenstandplatz (Beispiel: München, Chemnitzer Platz)
  - Festplatz (Beispiel: München, Theresienwiese)
  - Paradeplatz (Beispiel: Moskau, Roter Platz)
  - Gartenplatz, der hauptsächlich von Fußgängern frequentiert wird
    - Schmuckplatz, dessen Fußwege hauptsächlich in Personenverkehrsrichtung liegen
    - Ruheplatz, Erholungsplatz, dessen Fußwege hauptsächlich nicht in Personenverkehrsrichtung liegen

  - Aussichtsplatz (Belvedere) (Beispiel: Venedig, Piazzetta, eine Verlängerung des Markusplatzes)
  - Verkehrsplatz, am Zusammenfluss mehrerer Straßenzüge liegend, in wesentlichen Teilen dem Verkehr dienend (Beispiel: Bremen, Domsheide)
  - Architekturplatz, zur Präsentation hervorgehobener Gebäude:
    - Rathausplatz und Gerichtsplatz
    - Kirchenplatz, auch Dom- oder Kathedralenplatz (Beispiel: Rom, Petersplatz)
    - Schlossplatz, Residenzplatz
    - Theaterplatz
    - Bahnhofsvorplatz

  - Spielplatz
- Unterscheidung nach Proportion[7] (d. h. bestimmt das bedeutendste Gebäude von einer Schmalseite oder einer Langseite mit seiner Höhe den Platz):
  - Breitenplatz
  - Höhen-/Tiefenplatz

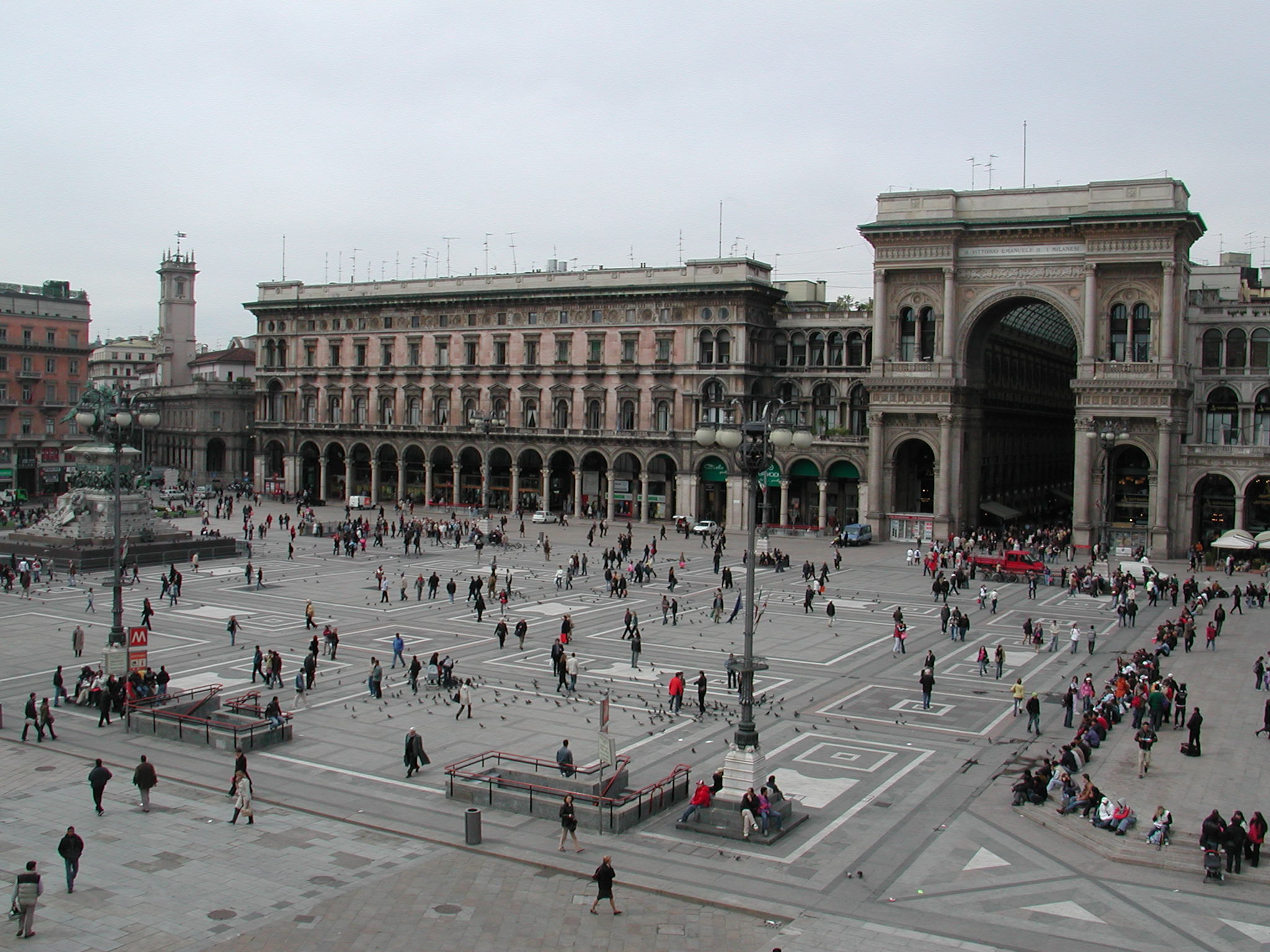
Piazza del Duomo[8] vor dem Mailänder Dom
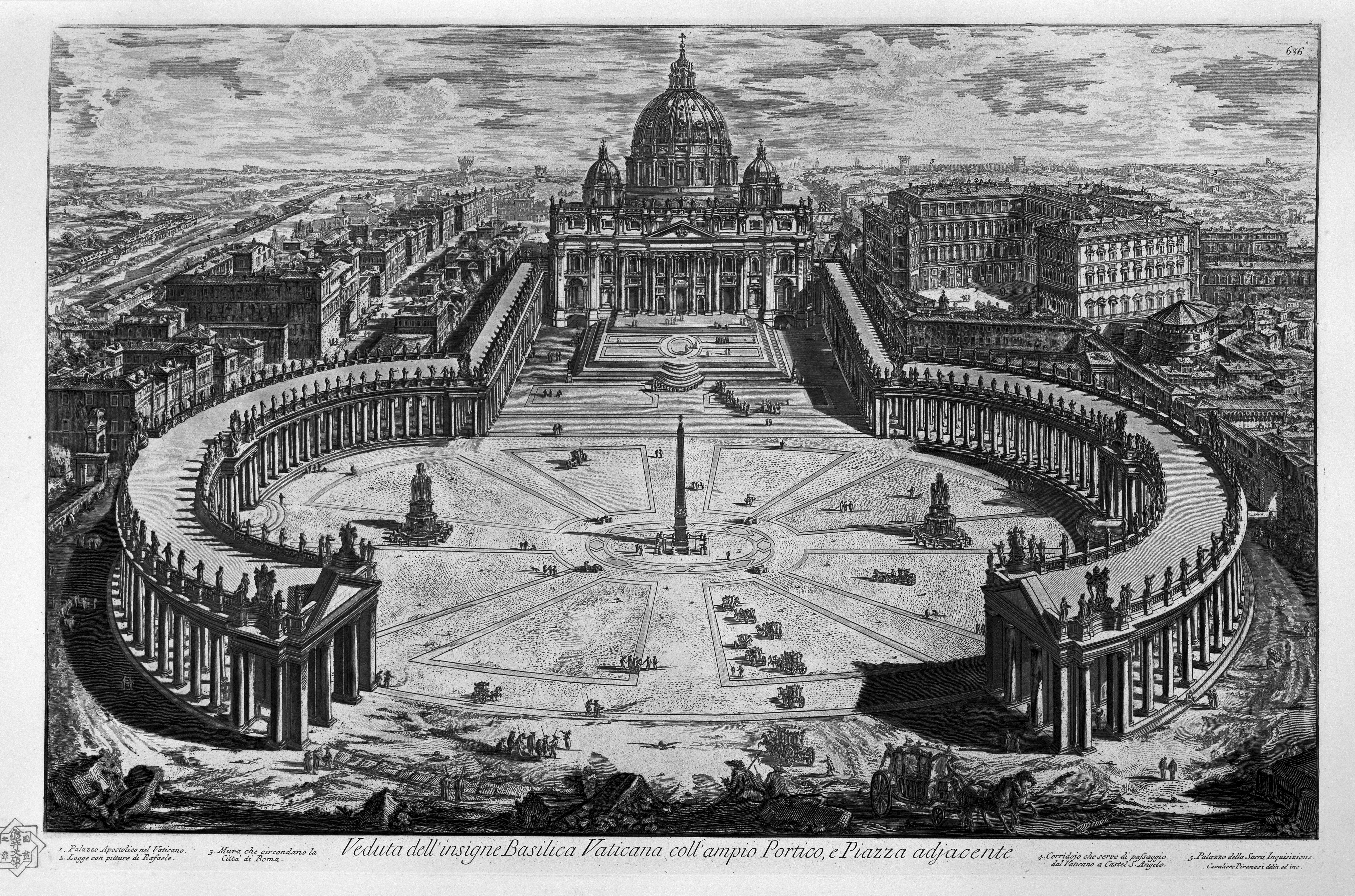
Petersplatz von Gian Lorenzo Bernini
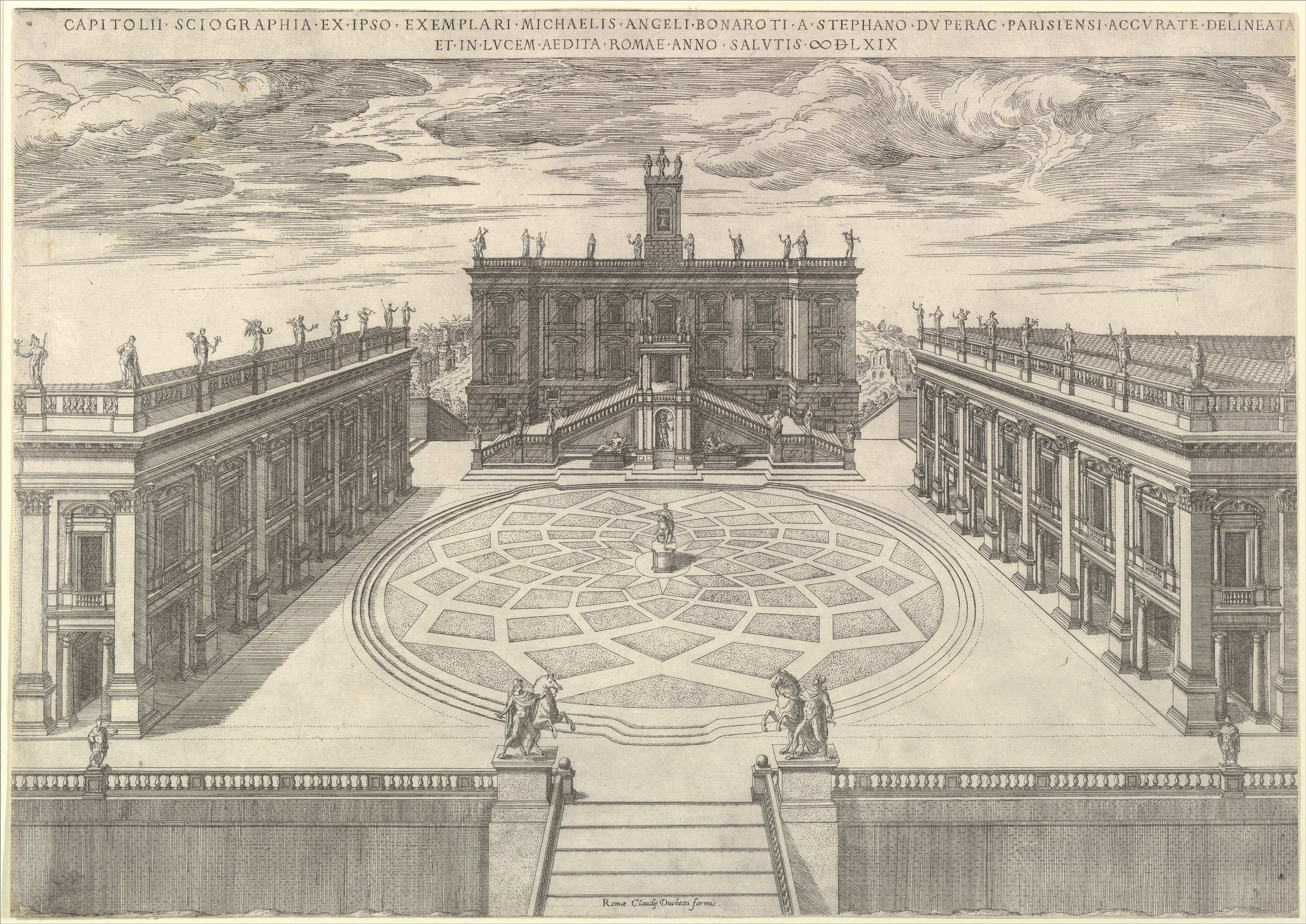
Kapitolsplatz von Michelangelo
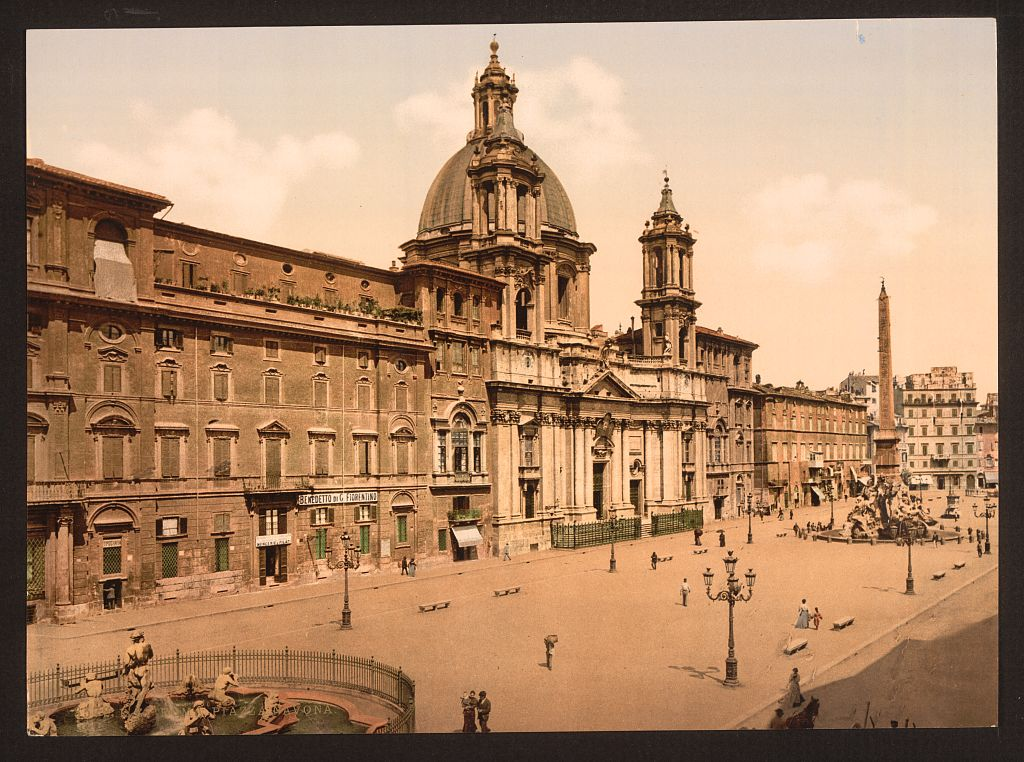
Piazza Navona in Rom (um 1895)
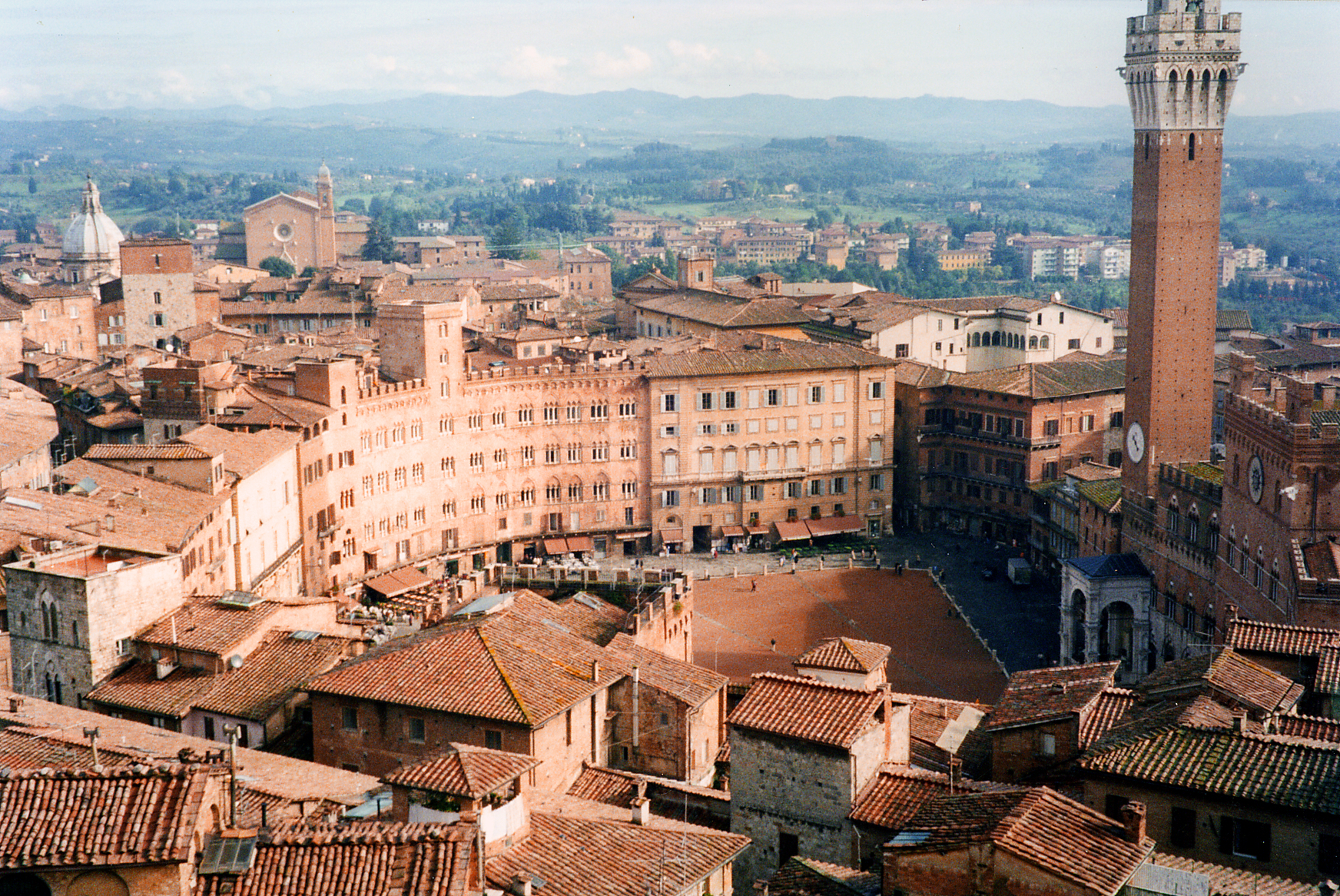
Piazza del Campo in Siena
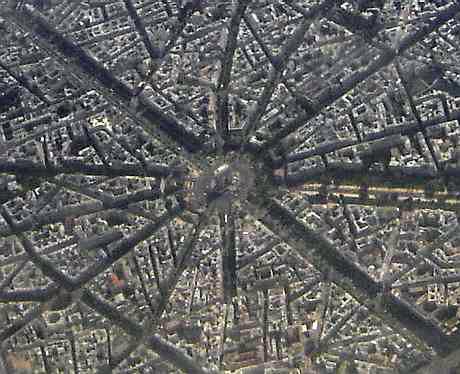
Place Charles-de-Gaulle in Paris
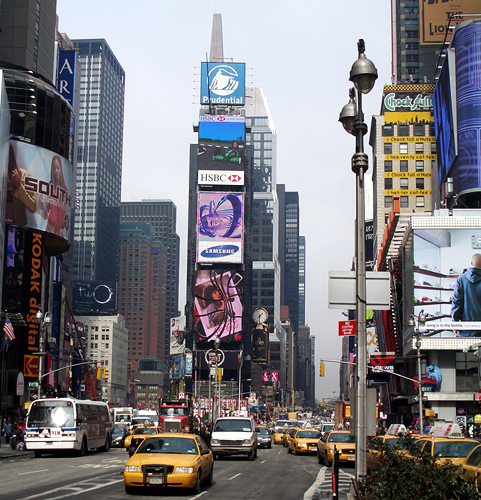
Times Square in New York
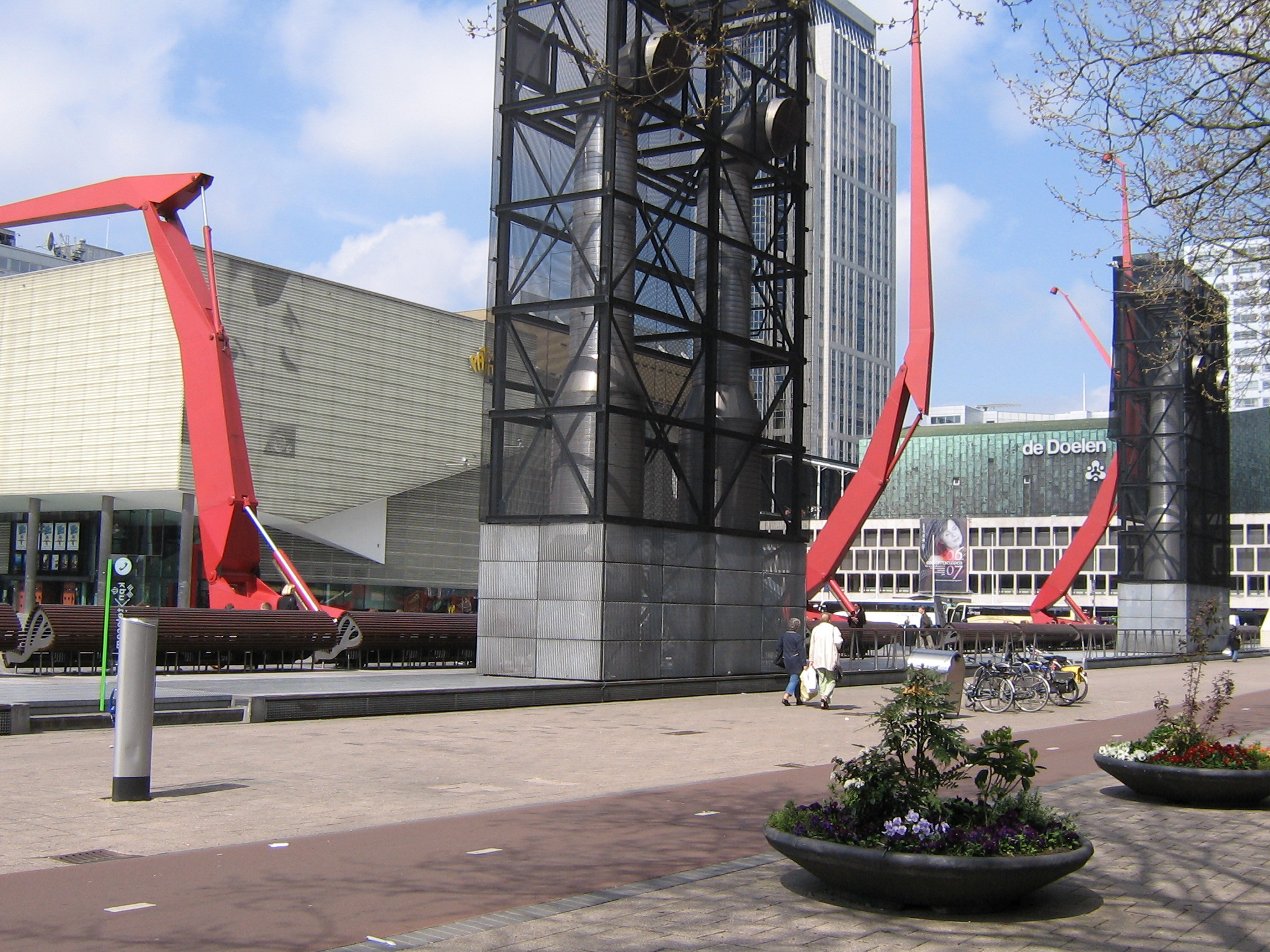
Schouwburgplein in Rotterdam
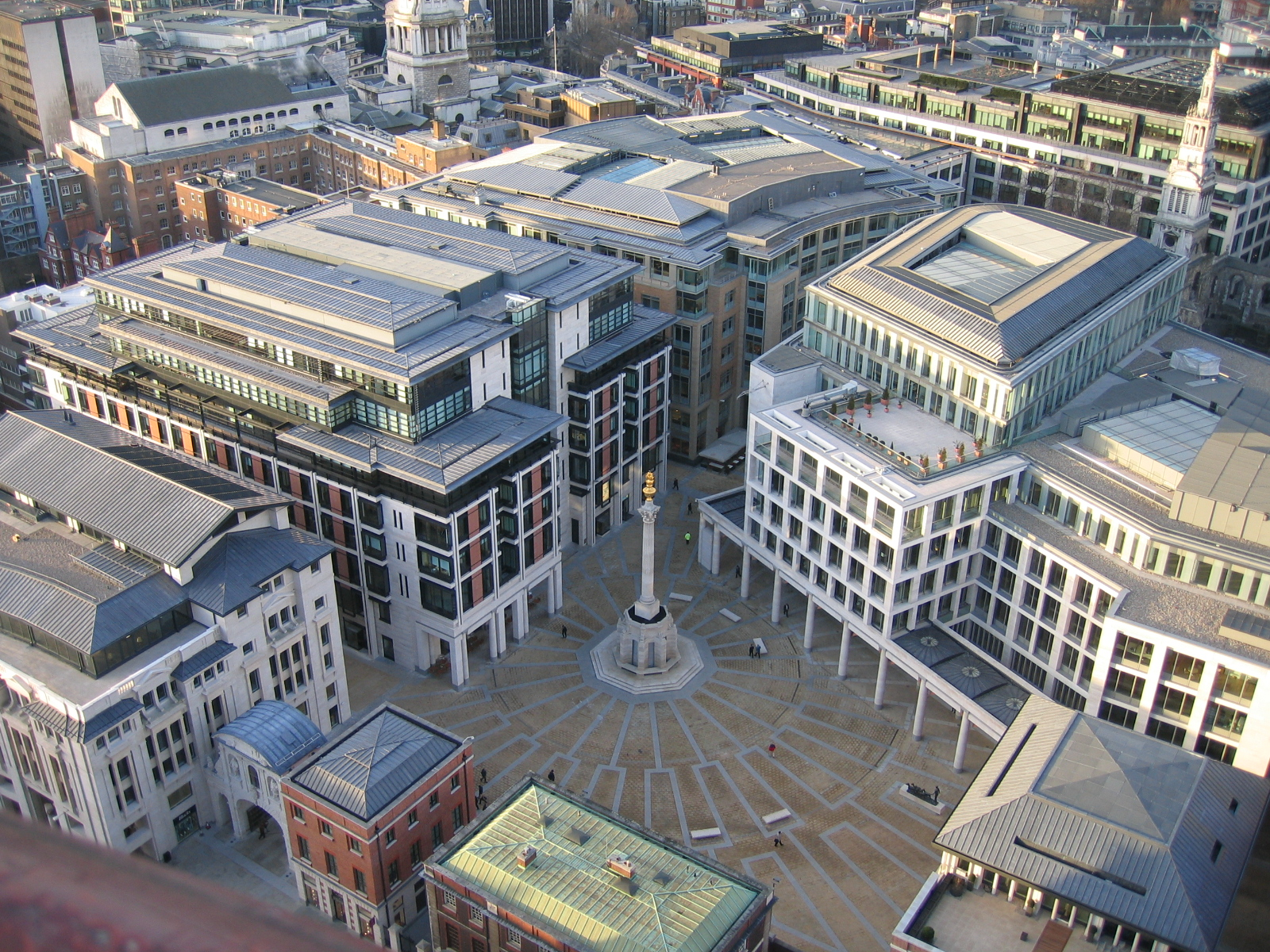
Paternoster Square in London